# Dusičnan uranylu
Dusičnan uranylu (UO2(NO3)2) je ve vodě rozpustná žlutá sůl. Je znám její di-, tri- a hexahydrát. Je triboluminiscenční, což znamená, že krystalky při drcení světélkují (stejný jev lze pozorovat při drcení krystalků soli, sfaleritu a křemene).
Dá se připravit reakcí solí uranu s kyselinou dusičnou. Je rozpustný ve vodě, ethanolu a acetonu.
Je mírně radioaktivní a vysoce toxický, tvoří krystalky nažloutlé průsvitné barvy. Používá se k zesilování negativů, světlotisku a také kvůli vysoké chemické toxicitě pro vyvolání patologického stavu ledvin u zvířat.